# احمد چلبی
احمد عبدالهادی چلبی (به عربی: أحمد عبد الهادي الجلبي) (۳۰ اکتبر ۱۹۴۴ – ۳ نوامبر ۲۰۱۵) سیاستمدار عراقی و دبیر کل کنگره ملی عراق بود که متشکل از چند گروه سیاسی است. پیش از حمله آمریکا و متحدانش به عراق، او یکی از شناخته‌شده‌ترین چهره‌های مخالف صدام حسین به شمار می‌رفت.

## زندگی
چلبی در سال ۱۹۴۴ در یک خانواده شیعه در کاظمین زاده شد. پدر و پدر بزرگ چلبی در رژیم پادشاهی سابق تا کودتای عبدالکریم قاسم علاوه بر شغل در حکومت در کار بانک و دلالی مشغول بودند.
چلبی در سال ۱۹۵۶ عراق را به همراه خانواده اش ترک کرد و بیشتر زندگی خود را در آمریکا و بریتانیا گذراند. او در میانهٔ دهه ۱۹۶۰، با ویتفیلد دیفی، در مؤسسه فناوری ماساچوست همکاری کرد و لیسانس ریاضیات خود را از آنجا گرفت. او در سال ۱۹۶۹، پی‌اچ‌دی ریاضیات خود را از دانشگاه شیکاگو را تحت سرپرستی جرج گلاوبرمن دریافت کرد، و پس از آن استاد دانشگاه آمریکایی بیروت شد. او بین ۱۹۷۳ و ۱۹۸۰ مقالات متعددی در زمینهٔ جبر مجرد منتشر کرد. عدد اردوش او ۶ بود.
او در ۱۹۷۱ با لیلا عسران دختر عادل عسیران سیاستمدار لبنانی ازدواج کرد و چهار فرزند داشت.
چلبی که او را احمد نیز می‌نامند پس از ترک عراق تا سقوط رژیم صدام و آزادی عراق به کشور بازنگشت. چلبی از دانشگاه آمریکایی بیروت در سال ۱۹۷۷ در رشته ریاضی فارغ‌التحصیل شد. وی با سازمان‌های امنیتی آمریکا همکاری می کرد. از راه این سازمان بود که به نمایندگان دو مجلس آمریکا معرفی شد تا از سوی آن‌ها پشتیبانی شود. اما بعداً مشخص شد وی هم‌زمان برای سازمان اطلاعات ایران نیز کار می‌کرده‌است.
احمد چلبی، در پی حمله قلبی در ۳ نوامبر ۲۰۱۵ (۱۲ آبان ۱۳۹۴) در سن ۷۱ سالگی در بغداد درگذشت.

## پیوند به داخل
- فهرست مشاهیر عراق